# Izobraževalni program
Izobraževalni program je program, po katerem poteka izobraževanje in omogoča pridobiti izobrazbo na neki ravni na nekem področju ali na neki smeri. Po javnoveljavnih izobraževalnih programih se po zakonu pridobi javnoveljavna (formalna) izobrazba. Po zakonu o organizaciji in financiranju vzgoje in izobraževanja vsebuje izobraževalni program splošni in posebni del. Splošni del vsebuje ime programa, cilje, trajanje, obvezne načine preverjanja in ocenjevanja, pogoje za vključitev in pogoje za napredovanj in dokončanje izobraževanja ter naziv poklicne oziroma strokovne izobrazbe, ki se pridobi po uspešno končanem izobraževanju, le gre za programe poklicnega in strokovnega izobraževanja. Posebni del programa vsebuje predmetnik, kataloge znanja in izpitne kataloge ali učne načrte ter obseg znanja, ki ga morajo imeti izvajalci, ter obseg in vsebino izobraževanja, ki se izvaja pri delodajalcu, in organizacijo izobraževanja, ko gre za programe poklicnega in strokovnega izobraževanja. Izobraževalni program za PSI vsebujejo splošnoizobraževalni, strokvnoteoretični in praktični del. Vsebine vsakega dela so vnaprej določene, lahko pa se izvajajo tudi integrirano.